# 清少納言集
『清少納言集』（せいしょうなごんしゅう）は、平安時代の女流作家・歌人である清少納言の家集。
自撰ではなく、後人の撰で平安時代後期から鎌倉時代中期頃に成立したと見られる。流布本（31首、内1首は連歌）と異本（42首）の2系統が有り、いずれも宮内庁書陵部蔵となっている。

## 概要
父・元輔と同様に日常生活を描写した即興的な歌が多いのが特徴。異本には皇后定子の崩御直後、清少納言が夫・藤原棟世の任国である摂津へ下向した際に一条天皇の御使として蔵人・源忠隆が清少納言を訪ねて来たことを示す歌がある。
異本の後半には晩年の孤独を嘆く歌が多く見られるが、これらの歌が清少納言本人の作であるか否かについては疑問を呈する説も提示されている。
また、清少納言が宮仕えを辞した後に同時期の女流歌人で上東門院彰子方の和泉式部や赤染衛門とも親交の在ったことが『和泉式部集』や『赤染衛門集』に採られた歌より確認されるが『清少納言集』にはこうした交友関係を示す歌は採られていない。